# 1036 Ganymed
 For alternative betydninger, se Ganymedes. (Se også artikler, som begynder med Ganymedes)
1036 Ganymed er en stenasteroide med en baneekscentricitet, der er så høj, at den klassificeres som et nærjord-objekt. Den blev opdaget af den tyske astronom Walter Baade ved Bergedorf-observatoriet i Hamburg den 23. oktober 1924 og fik den midlertidige betegnelse 1924 TD. Med en diameter på omkring 35 kilometer er Ganymed det største af alle nærjord-objekter. Rotationstiden er 10,3 timer. I oktober 2024 nærmer den sig Jorden indtil en afstand af 56 millioner km (0,37 au).

## Bane og banetype
Dynamisk er Ganymed en Amor-asteroide, dvs. at den tilhører undertypen af jordnære asteroider, som nærmer sig Jordens bane om Solen udefra uden at krydse den. Dens omløbstid om Solen er 1587 døgn eller 4 år og 4 måneder. Banens halve storakse er a = 2,66 au, men på grund af banens høje excentricitet (e = 0,53) svinger afstanden fra Solen mellem 1,2 og 4,1 au. Banens inklination, dvs. hældningen i forhold til ekliptika er 27°.

### Nære passager
Ganymed og Jorden har en mindste indbyrdes baneafstand på 0,342 au eller 133 gange afstanden til Månen. Den kommer Jorden nær næste gang den 13. oktober 2024, hvor afstanden vil være 0,374 au. Ganymed krydser også Mars-banen og vil den 16. december 2176 passere planeten i en afstand af 4,29 millioner km (0,0287 au).

## Navn
Småplaneten blev opkaldt efter den trojanske prins Ganymedes, idet opdageren brugte den tyske stavemåde, der stammer fra en hymne af Goethe; den forkortede stavemåde benyttes i dag internationalt for asteroiden. Ganymedes blev bortført af Zeus i skikkelse af en ørn for at blive mundskænk for de græske guder. Ganymedes er også baggrund for navnet på Jupiters tredje måne Ganymedes, som blev opdaget af Galileo Galilei og Simon Marius i 1610.

## Fysiske egenskaber
Ganymed er blevet observeret i en lang tidsperiode, og dens bane er derfor velbestemt. I 1931 blev dens absolutte størrelsesklasse, baseret på observationer indtil da, angivet til 9,24, lidt lysstærkere end den i dag angivne værdi på 9,45.
Ganymed er en stenasteroide af S-typen, undertype S (VI). Man har målt følgende farveindices:
U–B = 0,417; B–V = 0,882 ±0,008; V–R = 0,515 ±0,004 og V–I = 0,981 ±0,005.
Det betyder, at den reflekterer sollyset ganske godt og består af jern- og magnesiumsilikater.

### Diameter og albedo
Ifølge målinger udført af Infrared Astronomical Satellite IRAS, den japanske Akari-satellit og NASAs NEOWISE-mission Wide-field Infrared Survey Explorer (WISE), har Ganymed en diameter mellem 31,66 og 37,67 kilometer og albedoen ligger mellem 0,218 og 0,293.
Collaborative Asteroid Lightcurve Link når frem til en albedo på 0,2809 og en middeldiameter på 31,57 kilometer baseret på en absolute magnitude på 9,50. Carry har i 2012 offentliggjort en diameter på 34,28 kilometer.
Den 22. august 1985 blev der fra Californien observeret en okkultation af en stjerne ved Ganymed. Yderligere observationer i 2011 resulterede i en modelellipsoide med en halv storakse på 39,3 og en halv lilleakse på 18,9 kilometer.

### Rotation og poler
Siden 1985 har man ved fotometri registreret et stort antal lyskurver, altså variationen af asteroidens lysstyrke på grund af dens rotation. En analyse af de bedtse lyskurver fra 2011 gennemført af den amerikanske fotometriker Frederick Pilcher på hans Organ Mesa Observatory (G50) i New Mexico gav samstemmende en rotationstid på 10,297 timer. Amplituden i ændringen af størrelsesklassen lå mellem 0,28 og 0,31.
Tre analyser, som benyttede fotometriske data fra Uppsala Asteroid Photometric Catalogue, termisk infrarøde data fra WISE samt andre kilder, gav samstemmende rotationstider på henholdsvis 10,313, 10,31284 og 10,31304 timer. Desuden blev rotationsaksens ekliptikale koordinater (λ, β) bestemt til henholdsvis (214,0°, −73,0°), (190,0°, −78,0°) og (198,0°, −79,0°).
Radarobservationer af Ganymed udført i 1998 med Arecibo radioteleskopet frembragte billeder af asteroiden, som vise, at den er omtrent kugleformet. Polarimetriske observationer gennemført af japanske astronomer viste, at der var en svag korrelation mellem asteroidens lyskurve og polarimetriske kurve i afhængighed af rotationsfasen. Da polarisationen afhænger af overfladens geometri og kemiske sammensætning, slutter man heraf, at overfladeforholdene er omtrent de samme overalt.

## Supplerende læsning
- Fevig, Ronald A.; Fink, U (maj 2007). "Spectral observations of 19 weathered and 23 fresh NEAs and their correlations with orbital parameters". Icarus. 188 (1): 175-188. Bibcode:2007Icar..188..175F. doi:10.1016/j.icarus.2006.11.023.